# Haedanula subinermis
Genre
Espèce
Haedanula subinermis, unique représentant du genre Haedanula, est une espèce d'araignées aranéomorphes de la famille des Thomisidae.

## Distribution
Cette espèce est endémique d'Éthiopie.

## Publication originale
- Caporiacco, 1941 : Arachnida (esc. Acarina). Missione Biologica Sagan-Omo, vol. 12, Zoologia, no 6, p. 1-159.